# Lenka Oborná
Lenka Oborná (2 de dezembro de 1987) é um voleibolista profissional checo, jogador posição ponteira.